# Blender Foundation
La Blender Foundation è un'organizzazione non-profit responsabile per lo sviluppo di Blender, un software open source per la modellazione tridimensionale. È nota per aver prodotto Elephants Dream, un cortometraggio animato che ha debuttato nel marzo 2006.
Coordinato da Ton Roosendaal, l'autore originario del programma, Blender è finanziato da donazioni utilizzate per mantenere a tempo pieno Roosendaal come suo principale sviluppatore. La fondazione si identifica con un elevato obiettivo, "dare alla comunità di Internet di tutto il mondo accesso alla tecnologia 3D in generale, con Blender come cuore".
Come proprietaria del sito di Blender, la fondazione fornisce varie risorse per supportare la comunità che vi si è formata intorno usando e sviluppando Blender. In particolare, essa organizza conferenze di Blender (Blender Conference) annuali ad Amsterdam per discutere i piani per il futuro di Blender, e rappresenta Blender al SIGGRAPH, una conferenza più ampia riguardante la computer grafica in generale.

## Open Movie Projects

### Elephants dream(Open Movie Project: Orange)
A partire da febbraio 2005 Blender Foundation ha iniziato la realizzazione di un corto di animazione, denominato Elephants Dream, che ha portato alla produzione di un DVD nel 2006. Il filmato, finanziato in gran parte dalla prevendita del DVD stesso, è stato pubblicato sotto licenza Creative commons, così come tutti i file e gli script sorgenti realizzati dal team di sviluppo. In tal modo da un lato si procede allo sviluppo del codice di Blender, apportando le migliorie necessarie in un progetto di tale complessità; dall'altro si offre alla comunità (che ha sostenuto anche economicamente lo sviluppo) uno strumento unico dal punto di vista didattico.

### Big Buck Bunny(Open Movie Project: Peach)
Il 1º ottobre 2007 un nuovo team ha iniziato la lavorazione di un secondo progetto, "Peach", per la produzione del cortometraggio Big Buck Bunny, uscito il 10 aprile 2008.

### Yo Frankie!(Open Game Project: Apricot)
Giovedì 11 dicembre 2008 è stato pubblicato il primo gioco completamente realizzato con Blender, dal nome Yo Frankie!.

### Sintel(Open Movie Project: Durian)
Il 15 settembre 2009 è ufficialmente iniziato il progetto dal nome in codice Durian, il 3º cortometraggio d'animazione prodotto dalla Blender Foundation. Secondo i realizzatori è la più impegnativa tra le iniziative del Blender Institute; il film Sintel, di genere Avventura/Azione epico, dura circa 15', ed è stato pubblicato online a settembre 2010.

### Tears of Steel(Open Movie Project: Mango)
A Ottobre 2011 è stato annunciato il quarto progetto open movie denominato Mango. Il progetto è destinato a migliorare tutto il flusso di lavoro per la creazione di filmati con effetti visivi. Il film si intitola Tears of Steel e tutto il materiale generato è stato pubblicato con licenza Licenze Creative Commons il 26 settembre 2012.